# Custodia compartida (película)
Custodia compartida (en francés: Jusqu'à la garde) es una película de drama francesa de 2017 dirigida por Xavier Legrand.
La película se estrenó en la competición principal del Festival Internacional de Cine de Venecia de 2017, donde ganó el León de Plata. Además presentó cuatro candidaturas en los Premios Lumière de 2019, obteniendo el galardón a la Mejor Ópera Prima. En la 44ª entrega de los Premios César, la película se convirtió en la favorita de los miembros de la Academia de las Artes y Técnicas del Cine de Francia, obteniendo cinco galardones, incluyendo el premio a la Mejor Película, a la Mejor actriz (Léa Drucker) y al Mejor guion Original (Xavier Legrand), de un total de diez nominaciones.

## Sinopsis
El matrimonio de Miriam y Antoine Besson tiene dos hijos: Joséphine, la mayor, que decide comenzar su vida junto a su novio, y Julien, de once años de edad. La pareja está en pleno proceso de divorcio. La madre quiere proteger a su hijo menor y mantenerlo alejado de su padre, a quien ella acusa de cometer actos de violencia contra él. Durante el juicio, ella pide la custodia exclusiva del niño, especialmente porque éste no quiere volver a ver a su padre. A pesar de los argumentos de Miriam y de una carta de Julien, el juez encargado del caso dictamina la custodia compartida y obliga al niño a pasar cada fin de semana con su padre.

## Reparto
- Léa Drucker como Miriam Besson.
- Denis Ménochet como Antoine Besson.
- Thomas Gioria como Julien Besson.
- Mathilde Auneveux como Joséphine Besson.
- Jean-Marie Winling como Joël, el padre de Antoine.
- Martine Vandeville como Madeleine, la madre de Antoine.
- Jean-Claude Leguay como André, el padre de Miriam.
- Mathieu Saïkaly  como Samuel.
- Florence Janas como Sylvia.
- Julien Lucas como Cyril.
- Saadia Bentaïeb como la juez.
- Jérôme Care-Aulanier como el oficial de policía de Police-Secours.
- Alain Alivon como el oficial de policía del BAC.

## Producción

### Guion
El cineasta Xavier Legrand planeó desde un principio poder escribir y dirigir tres cortometrajes sobre la violencia familiar. Su primer éxito fue en 2013 gracias al cortometraje Antes de perderlo todo, lo que le supuso una nominación en los Premios Óscar. El cortometraje contó con los actores Léa Drucker y Denis Ménochet. Después decidió llevar a cabo un nuevo proyecto, pero esta vez sería un largometraje utilizando las mismas técnicas y los mismos actores principales.

### Estreno
La película se proyectó por primera vez en Italia, en la selección oficial del Festival de cine de Venecia, el 8 de septiembre de 2017. En Francia llegó a estrenarse el 7 de febrero de 2018, y a partir de marzo se exhibió en cines. Más tarde se estrenó en Bélgica y Suiza el 21 de febrero de 2018.

## Recepción

### Crítica
Jusqu'à la garde recibió reseñas positivas de parte de la crítica y de la audiencia. En la página web Rotten Tomatoes, la película obtuvo una aprobación de 94%, basada en 89 reseñas, con una calificación de 7,9/10, mientras que por parte de la audiencia tiene una aprobación de 86%, basada en 196 votos, con una calificación de 4.0/5.
Metacritic le dio una puntuación de 83 sobre 100, basada en 21 reseñas, indicando "aclamación universal". En el sitio web IMDb los usuarios le han dado una calificación de 7,7/10, sobre la base de 2.935 votos. En la página FilmAffinity tiene una calificación de 7.4/10, basada en 1.681 votos.

### Reconocimientos
| Premio de entrega / Festival de Cine                | Categoría                                      | Nominado/a                                    | Resultado |
| --------------------------------------------------- | ---------------------------------------------- | --------------------------------------------- | --------- |
| Philadelphia Film Festival                          | Mención Honorable                              | Xavier Legrand                                | Ganador   |
| Philadelphia Film Festival                          | Mejor Primera Película                         | Xavier Legrand                                | Nominado  |
| Philadelphia Film Festival                          | Mejor Narración                                | Xavier Legrand                                | Nominado  |
| Premio Louis Delluc                                 | Mejor Primera Película                         | Xavier Legrand                                | Nominado  |
| Festival de San Sebastián                           | Premio del público a la Mejor Película Europea | Xavier Legrand                                | Ganador   |
| Festival_international_du_film_de_Saint-Jean-de-Luz | Premio del Jurado                              | Xavier Legrand                                | Ganador   |
| Festival Internacional de cine de Macao             | Mejor Director                                 | Xavier Legrand                                | Ganador   |
| Festival Premiers Plans d'Angers 2018               | Premio del Público                             | Xavier Legrand                                | Ganador   |
| Premio Ciné Media                                   | Mejor Película Francesa                        | Xavier Legrand                                | Ganador   |
| Premios César                                       | Mejor Película                                 | Xavier Legrand                                | Ganadora  |
| Premios César                                       | Mejor Director                                 | Xavier Legrand                                | Nominado  |
| Premios César                                       | Mejor Guion Original                           | Xavier Legrand                                | Ganador   |
| Premios César                                       | Mejor Ópera Prima                              | Xavier Legrand                                | Nominado  |
| Premios César                                       | Mejor Actriz                                   | Léa Drucker                                   | Ganadora  |
| Premios César                                       | Mejor Actor                                    | Denis Ménochet                                | Nominado  |
| Premios César                                       | Mejor Actor de Revelación                      | Thomas Gioria                                 | Nominado  |
| Premios César                                       | Mejor Fotografía                               | Nathalie Durand.                              | Nominada  |
| Premios César                                       | Mejor Sonido                                   | Julien Sicart , Julien Roig y Vincent Verdoux | Nominados |
| Premios César                                       | Mejor Edición                                  | Yorgos Lamprinos.                             | Ganador   |
| Premios César                                       | Premios de estudiantes secundarios             | Xavier Legrand                                | Ganador   |
| Premios Lumières                                    | Mejor Director                                 | Xavier Legrand                                | Nominada  |
| Premios Lumières                                    | Mejor Ópera Prima                              | Xavier Legrand                                | Ganador   |
| Premios Lumières                                    | Mejor Actriz                                   | Léa Drucker                                   | Nominada  |
| Premios Lumières                                    | Mejor Actor                                    | Denis Ménochet                                | Nominado  |
| Globos de Cristal                                   | Mejor película                                 | Xavier Legrand                                | Nominado  |
| Globos de Cristal                                   | Mejor Actriz                                   | Léa Drucker                                   | Nominada  |